# Universíada de Verão de 1997
A XIX Universíada de Verão foi realizada em Sicília, Itália entre 20 e 31 de agosto de 1997. A cerimônia de abertura foi realizada no Stadio Angelo Massimino ou Stadio Cibali.

## Medalhas
O Quadro de medalhas é uma lista que classifica as Federações Nacionais de Esportes Universitários (NUSF) de acordo com o número de medalhas conquistadas. O país em destaque é o anfitrião.
| Ordem                                                 | País               | Medalha de ouro | Medalha de prata | Medalha de bronze |    |  |
| ----------------------------------------------------- | ------------------ | --------------- | ---------------- | ----------------- | -- |  |
| 1                                                     | USA Estados Unidos | 20              | 19               | 22                | 61 |  |
| 2                                                     | UKR Ucrânia        | 17              | 6                | 4                 | 27 |  |
| 3                                                     | JPN Japão          | 14              | 8                | 11                | 33 |  |
| 4                                                     | RUS Rússia         | 10              | 14               | 10                | 34 |  |
| 5                                                     | CHN China          | 10              | 9                | 7                 | 26 |  |
| 6                                                     | ITA Itália         | 7               | 15               | 10                | 32 |  |
| 7                                                     | CUB Cuba           | 7               | 11               | 4                 | 22 |  |
| 8                                                     | HUN Hungria        | 7               | 4                | 1                 | 12 |  |
| 9                                                     | KOR Coreia do Sul  | 5               | 3                | 2                 | 10 |  |
| 10                                                    | SVK Eslováquia     | 4               |                  | 2                 | 6  |  |
|                                                       |                    |                 |                  |                   |    |  |
| 13                                                    | BRA Brasil         | 3               | 2                | 1                 | 6  |  |
|                                                       |                    |                 |                  |                   |    |  |
| 28                                                    | POR Portugal       |                 | 1                | 1                 | 2  |  |
| Os demais países lusófonos não conquistaram medalhas. |                    |                 |                  |                   |    |  |

## Modalidades

### Obrigatórias
As modalidades obrigatórias (oito esportes) são determinadas pela Federação Internacional do Esporte Universitário (FISU) e, salvo alteração feita na Assembléia Geral da FISU, valem para todas as Universíadas de Verão.
| - Atletismo (45) - Basquetebol (2) - Esgrima (8) - Futebol (1) | - Ginástica artística (14) - Natação (34) - Polo aquático (1) | - Saltos ornamentais (8) - Tênis (5) - Voleibol (2) |

### Opcionais
As modalidades opcionais são determinadas pela Federação Nacional de Esportes Universitários (National University Sports Federation - NUSF) do país organizador.
- Ginástica rítmica (5)